# Ва (народ, Япония)

Иероглиф «ва» (в китайском — «во»), которым обозначали японцев и Японию в китайских исторических текстах.

Ва (яп. 倭人 вадзин), во (кит. 倭人, пиньинь wōrén, палл. вожэнь, буквально: «карлик»), вэ (кор. 왜) — в древних и средневековых китайских письменных памятниках название народа или группы народов на востоке от Китая, преимущественно жителей Японского архипелага, использовалось до VIII века, после чего японцы заменили данный иероглиф на ва (яп. 和, «гармония, мир»).

## Исторические сведения
Наиболее ранние упоминания Японии содержатся в классических китайских текстах. В Династийных историях Япония упомянута среди других восточных варваров (кит. трад. 東夷, упр. 东夷, пиньинь dōngyí, палл. дунъи). Следует обратить внимание на то, что значительные дистанции (тысячи ли) не следует принимать буквально.
Историк Ван Чжэньпин обобщил контакты ва с китайцами:

Когда вожди племён во обратились к властям Лэлана (китайский округ на территории современной Северной Кореи, основанное в 108 году до нашей эры династией Западная Хань), они хотели извлечь пользу из того, что первыми начали общение. В 57 году нашей эры первый воский посол прибыл в столицу Восточной Хань (25—220); второй прибыл в 107 году.
Дипломаты во, однако, никогда не ездили в Китай на постоянной основе, что доказывает хронология японо-китайских отношений с I по IX века. В тот период времени контакты были частыми, но очень нерегулярными, что однозначно означает, что Япония выстраивала отношения с Китаем по собственным сценариям и расписанию, действуя исключительно в собственных интересах.

К примеру, ни одного воского посла не было в Китае на протяжении всего II века н. э., а также бо́льшей части III века. А вот правительница во Химико за девять лет отослала четверых послов к вэйскому двору (220—265) — в 238, 243, 245 и 247 годах. После её смерти контакты с Китаем уменьшились. Наследница Химико, Тоё, связывалась с китайским правительством всего однажды. В IV веке единственная делегация во была отправлена ко двору Западной Цзинь (265—316) в 306 году. С прибытием ко двору Восточной Цзинь (317—420) воского посла в 413 году начался новый период частых контактов. За следующие 60 лет ко двору Южной Сун (420—479) были призваны десять послов, а в 479 году делегация во посетила двор Южной Ци (479—502). В VI веке снова был отправлен лишь один посол, в 502 году посетивший Южную Лян (502—557). По прибытии в Китай все послы получали государственные титулы, бронзовые зеркала и знамёна, которые можно было использовать для утверждения превосходства, военной власти и оказания давления на южную часть Кореи— Ван Чжэньпин 2005:221—222

## Шань хай цзин

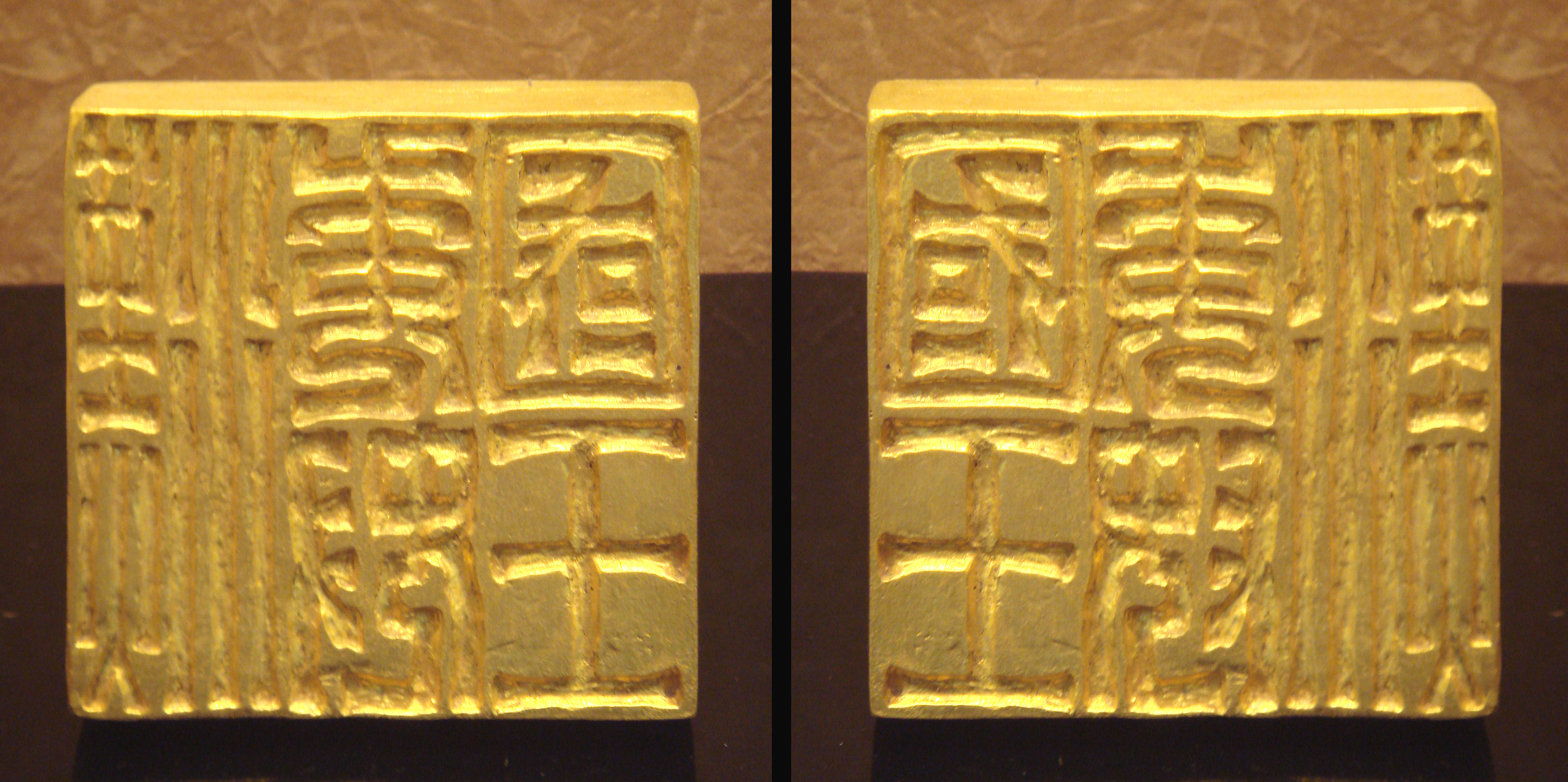
Золотая печать, дарованная «королю ва» императором Гуан У-ди в 57 году н. э.; на печати выгравированы иероглифы
漢委奴國王

Первое известное упоминание о ва содержится в «Книге гор и морей» (Шань хай цзин), изданной в промежутке между 300 годом до н. э. и 250 годом н. э. В главе «Хай нэй бэй цзин» (кит. трад. 海內北經, упр. 海内北经, пиньинь hǎinèiběijīng) говорится о ва, а также реальных (как Корея) и мифологических (к примеру, гора Пэнлай) местах.

Земля Кай находится к югу от Цзюяня (кит. 鉅燕) и к северу от Во. Во принадлежит Янь
Оригинальный текст (кит.)蓋國在鉅燕南倭北倭屬燕 朝鮮在列陽東海北山南列陽屬燕
— Накагава 2003:49
Согласно Накагаве, Цзюянь был княжеством в пределах Янь, которое, предположительно, имело контакты с «карликами» во.

### Лунь хэн
В сочинении Ван Чуна Лунь хэн (около 70—80 гг н. э.), составленного из эссе на философские, религиозные и естественнонаучные темы, а именно его главе «Жуйцзэн» (кит. 儒増), упоминаются «вожэнь», 倭人, а также Юэшан (кит. 越裳), название Тямпы, чьи вожди подносили дары династии Чжоу. При пересказе легенд о том, что древние чжоуские треножники раньше могли отгонять злых духов, Ван говорит: «Во времена Чжоу был мир. Юэшан присылали ко двору белых фазанов, а вожэнь — благовонные растения (кит. 獻白雉倭人貢鬯草). Раз даже благодаря поеданию белых фазанов или благовонных растений человек не может полностью уйти от злого влияния, почему же сосуды, как эти треножники, должны иметь такие силы?».
В другой главе, Хуэйго (кит. трад. 恢國, упр. 恢国, пиньинь huīguó), также говорится о том, что Чэн-ди получил дары от вьетских крестьян и японские травы.

### Ханьшу
В книге, изданной около 82 года н. э., Ханьшу, которая описывает Раннюю Хань (206 до н. э. — 24 н. э.), в разделе «Географические записи» (кит. 地理志, пиньинь dìlǐzhì, палл. дили чжи), говорится о том, что во проживают в ста «го» (кит. трад. 國, упр. 国, пиньинь guó, буквально: «государство, царство, край, владение»):
За морем Лолан живут люди во. В состав Во входит больше ста владений (кит. 樂浪海中有倭人分爲百餘國). Говорят, что они имеют сношения с Китаем посредством даров и послов.
У-ди основал префектуру Лэлан в 108 году до н. э.

### Книга Вэй
В Книге Вэй, описывающей, среди прочего, историю Вэй (220—265 н. э.), глава «Встречи с восточными варварами» (кит. 東夷伝) содержит записи о «вожэнь», основанные на информации, полученной от китайских послов, побывавших в Японии. Там содержатся первые записи о Яматай-коку, королеве-шаманке Химико и других исторических событиях.

Японцы находятся на юго-восток от Дайфан, среди Большого моря. Обитая на горах и островах, образуют страну. На их земле много гор и лесов, нет хороших полей; едят морские продукты.
В старину имели свыше 100 малых владений. С наступлением времени [Цао]вэй имелось 30 владений, состоявших в хороших отношениях
Оригинальный текст (кит.)倭人在帯方東南大海之中依山爲國邑舊百餘國漢時有朝見者今使早譯所通三十國
— Цунода 1951:8; Предание о людях «ва» из истории государства Вэй; Кюнер Н.В. Китайские известия о народах Южной Сибири, Центральной Азии и Дальнего Востока
Помимо этого, в Книге Вэй описано путешествие из Кореи в Ва вокруг Японского архипелага:
В тысяче ли к югу находится страна Ну (кит. 奴國), владыку там называют «симако», а его помощника — хинумори. Здесь более 20 000 домов
Рюсаку Цунода предполагает, что «страна Ну» (яп. страна На) находилась поблизости от современного Хаката-ку на Кюсю.
Примерно в 12 000 ли на юг лежит Гонуго (кит. трад. 狗奴國, упр. 狗奴国, пиньинь gǒunúguó, буквально: «собачья страна рабов», яп. 狗奴国 кунакоку), которую идентифицировали с племенем кумасо, жившем на территории Хиго и Осуми. Кроме того,
На расстоянии больше тысячи ли к востоку от владений королевы лежат государства людей той же расы, что и ва. К югу находится остров карликов (кит. трад. 侏儒國, упр. 侏儒国, пиньинь zhūrúguó, палл. чжужуго), где живут люди ростом 90—120 см. Это место находится в более чем четырёх тысячах ли от земель королевы. Там находятся владения нагих людей и людей с чернёными зубами (кит. трад. 裸國黒齒國, упр. 裸国黒齿国, пиньинь luǒguó hēichǐguó, палл. лого хэйчиго). Туда можно доплыть на лодке, если плыть на юго-восток в течение года.
Один параграф Книги Вэй посвящён тому, как в 238 году королева Ва послала чиновников с данью к вэйскому двору, который в ответ щедро одарил их. Среди подарков была золотая печать с титулом «Королева Ва, приветливая к Вэй».
В другом параграфе рассказывается о том, что Ва наносили татуировки с изображением легендарного правителя Шаокана династии Ся:
Мужчины, малого и большого возраста, татуируют свои лица и украшают тела узорами. С древних времён послы, прибывавшие в Китай, называли себя великими мужами (кит. 大夫, пиньинь dàfù, палл. дафу). Сын Шаокана из Ся, когда ему был пожалован титул владыки Куайчжи, обрезал волосы и украсил своё тело узорами, чтобы защититься от змей и драконов. Ва, часто ныряющие за рыбой и моллюсками, также украшали свои тела, чтобы избегать большой рыбы и водяных птиц. Позже рисунки стали орнаментами
Их обычаи и нравы не распутны. Мужчины все оставляют пучок волос на голове. С помощью древесного или растительного хлопка [му-мянь] украшают голову. 

При виде вельможи в качестве почтения только хватают руки, чтобы должным образом коленопреклонённо приветствовать.

Их жители долголетни — до 100, либо 80—90 лет.

По их обычаю, государственные вельможи все имеют 4—5 жен, бедные дворы — 2—3 жен. Женщины не похотливы, не ревнивы и не подозрительны. Не воруют, мало споров. Что касается нарушителей закона, то у легких преступников берут в казну их жен и детей; у тяжких преступников уничтожают всю семью и близкий род.

В этой стране первоначально мужчину сделали государем; он прожил 70—80 лет. Япония пришла в смятение, сражались друг с другом годами. Затем совместно поставили одну девицу государем. Она звалась Бимиху, служила учению духов, могла вводить в заблуждение народ. Летами она была уже взрослая, мужа не имела. Был мужчина (мужчина — брат), он помогал управлять страною.
«Великий муж» — перевод китайского слова «дафу» (сановник, чиновник, гражданский чин; мудрый (великий) муж; начальник уезда), в Японии оно, с чтением «тайфу», получило значение «придворный чиновник пятого ранга». В частности, в Нихонги посла Имоко называют именно «тайфу».

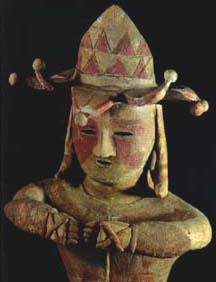
Татуированная статуэтка-ханива; IV—VI век, захоронение Камиясаку, префектура Фукусима.

Другая книга о Вэй, Вэйлуэ (239—265 н. э.) до наших дней не дошла, однако некоторые её части цитируют другие авторы, включая комментатор Сань-го чжи Пэй Сунчжи (кит. 裴松之, пиньинь Péi Sōngzhī) 429 года. Он цитирует строки. где говорится о том, что во называют себя потомками Тайбо, дяди Вэнь-вана, который оставил трон своему племяннику и основал царство У (585—473 до н. э.). В Ши цзи имеется часть под названием «Благородная семья У Тайбо» (кит. трад. 吳太伯世家), святилище, посвящённое У, находится в Уси. Исследователи отмечают общее в культуре У и Во, включая ритуальное выбивание зубов, ношение детей на спине и татуировки.

### Хоу Ханьшу
В книге, изданной около 432 года Хоу Ханьшу (кит. трад. 後漢書, упр. 后汉书, пиньинь Hòu Hàn shū, буквально: «книга Поздней Хань»), которая описывает период царствования династии Поздняя Хань (25—220 гг.), вожэнь (кит. 倭人) описаны в части «Встречи с восточными варварами» (кит. 東夷伝)
Ва живут на гористых островах к юго-востоку от Дайвана в середине океана, в более чем ста общинах (кит. 倭人在帯方東南大海之中依山爲國邑舊百餘國). К моменту свержения Чжаосяня императором У около 30 сообществ ва имели контакты с Хань через писцов и послов. У каждого сообщества был король, причём титул передавался по наследству. Король Великой ва располагается в краю Ямадай (кит. 邪馬台国).
Сравнение описаний ва в Вэй-чжи и Хой-ханьшу позволяет чётко определить, что последнее является производным. Дальнейшее описание «голых карликов с чернёными зубами, покрытых татуировками» также заимствовано из Вэй-чжи.
Если покинуть земли королевы и пересечь море на востоке, то, через тысячу ли, можно достичь страны Куну (кит. 狗奴國) где живут люди той же расы, что и ва. Они не являются подданными королевы. Через четыре тысячи ли от владений королевы находится страна карликов (кит. 侏儒國), её жители ростом 120—150 сантиметров. Если год плыть на корабле к юго-востоку от страны карликов, то можно достичь земель нагих людей, а также страны людей, чернящих зубы (кит. 裸國黑齒國); дальше мы не бывали
В Хоу-ханьшу имеются детали, отсутствующие в Вэй-чжи:
В… [57 году], ваская страна Ну (кит. 倭奴國) отправила посла с данью, который называл себя та-фу (大夫). Эта страна находится на крайнем юге страны Ва. Гуан-у подаловал ему печать. В… [107 году], в правление Ань-ди (107—125) король Ва даровал Ань-ди шестьдесят рабов, одновременно испрашивая императорской аудиенции)
Цунода также поддерживает точку зрения о том, что страна Ну (На) находится в заливе Хаката: в 1784 году там была обнаружена золотая печать с надписью «Хань[ский вассал?] король ваской страны Ну» (кит. 漢委奴國王). Хотя имя короля Ва отсутствует в приведённом выше тексте, в оригинале он назван Шуайшэном (яп. 帥升 суйсё:).

### Книга Сун
В изданной в 488 году Книге Сун описывается история Лю Сун (420—479). В разделе «О южных варварах» (кит. трад. 夷蠻, упр. 夷蛮, пиньинь yímán, палл. имань) Япония названа «Вого» (кит. 倭國), японское чтение «вакоку», и помещена на месте Когурё. В отличие от предыдущих свидетельств, называвших ва народом (кит. 人), здесь они названы государством (кит. 國).
Страна Ва лежит в середине великого океана, к юго-востоку от Когурё. Из поколения в поколение [народ ва] осуществляют свой долг подношения дани. В… [421 году] первый император сказал в своём приказе: «Цзань (кит. 讚, Император Нинтоку, правивший в 313—319 годах) отправляет дань через десятки тысяч ли. Его преданность, несмотря на значительную удалённость, заслуживает высокой оценки. Да будет же дарован ему ранг и титул». Когда Цзань умер, и на трон взошёл его брат Чжэнь (кит. 珍, Император Хандзэй, ок. 406—411), последний отправил дань в Китай. Хандзэй подписывался королём Ва, а также Главнокомандующим, усмиряющим Восток (кит. 安東大將軍倭王), а Китай подтвердил этот титул. В [443 году], Цзай (кит. 濟, Император Ингё, правил ок. 412—453), король Ва, отправил послов с данью и снова был утверждён в обоих титулах. В [451 году] король ва получил титул Генерала, усмиряющего восточные земли Ва, Силла, Имна, Кала, Чжиньхань и Мокхань с боевым топором
В Книге Сун содержатся подробные сведения об отношениях с Японией, что означает, что японские императоры ценили легитимизацию в глазах китайских императоров.

### Книга Лян
В Книге Лян 635 года содержатся записи о путешествии монаха Хуэй Шэня в Ва и легендарную страну Фусан. Там Япония называется «во» (кит. 倭), без добавления «страна» или «народ», а размещена в разделе о восточных варварах и начинается с легенды о Тайбо:

Ва называют себя потомками Тайбо. По традиции все они наносят на себя татуировки. Их земли лежат в более чем 12 000 ли от Дайфана, к востоку от Гуйцзи (современный Шаосин), хоть и в большом отдалении.
Оригинальный текст (кит.)倭者自云太伯之後俗皆文身去帶方萬二千餘里大抵在會稽之東相去絶遠— Книга Лян
Позднейшие тексты повторяют миф о происхождении японцев от Тайбо. В книге 648 Книга Цзинь, посвящённой династии Цзинь (265—420 годы), для обозначения слова «звать» используется другой глагол: вэй (кит. трад. 謂, упр. 谓, пиньинь wèi «называть, величать»), вместо юнь (кит. 云, пиньинь yún «говорить, называть»). В книге 1084 года Цзичжи Тунцзянь (кит. трад. 資治通鑑, упр. 资治通鉴, пиньинь Zīzhì Tōngjiàn) сказано, что «современная Япония также считается произошедшей от Тайбо из У; возможно, когда У было разрушено, [члены побочной ветви] королевской семьи исчезли у моря и стали во» (кит. 今日本又云吳太伯之後蓋吳亡其支庶入海為倭).

### Книга Суй
В Книге Суй 636 года сведения о ва включены в раздел „Восточные варвары“. Страна Ва помещена за Пэкче и Силлой.
Вого (кит. 倭國) находится в середине огромного океана к юго-востоку от Пэкче и Силла, в трёх тысячах ли по морю и суше. Население живёт на гористых островах (кит. 倭國在百濟新羅東南水陸三千里於大海之中依山島而居). В правление Вэй более тридцати общин [Вого], каждой из которых управляет король, имели контакты с Китаем. Эти варвары не знают, как измерять расстояние в ли и оценивают его в днях [пути]. Их владения насчитывают пять месяцев пути с востока и три месяца с севера на юг; море лежит со всех сторон. Их земли гористы на востоке и низменны на западе
В 607 году в Книге Суй говорится о том, что „Король Тарисихоко“ (ошибочная запись Императрицы Суйко) отправил[а] посла, буддийских монахов и дань Суй Ян-ди. Его [её] послание содержит слово „тяньцзы“ (天子), „Сын Неба“, китайский император.
Сын Неба в стране, где восходит Солнце, пишет Сыну Неба страны, где Солнце заходит. Мы надеемся, что вы в добром здоровье
Когда китайский император увидел такое послание, он рассердился и сказал заведующим иностранными делами, что это варварское письмо, и что более его вниманию такие письма представлены быть не должны. В 608 году император отправил послом в Ва Пэй Цина, который вернулся с японской делегацией.
Японская хроника Нихонги содержит записи о послах 607 и 608 года, однако с другой перспективы. Описание более детализовано, к примеру, приведено имя посла Имоко-но Воно-но Оми и переводчика Курацукури-но Фукури, но туда не включён ответ китайцев. Согласно Нихонги, когда Имоко вернулся из Китая, он извинился перед Суйко за потерю письма Яна: „люди Пэкче обыскали меня и отобрали послание. Поэтому я не могу представить его тебе“. Когда императрица приняла Пэя, он передал ей обращение китайского императора, в котором о себе тот говорит, употребляя слово „хуанди“ (кит. 皇帝), а о Суйко говоря „король Ва“ (кит. 倭王, пиньинь wōwáng, палл. вован), что имеет подтекст „суверен“. Согласно Нихонги, Суйко передала с Пэем другое письмо, где себя называла «тэнно» (яп. 天皇 тэнно:, японский император), а китайского — «котэй» (яп. 皇帝 ко:тэй).
Государыня Востока [天皇] почтительно обращается к императору [皇帝] Запада. Прибыл твой посол — Пэй Шицин, ответственный за встречи с иноземцами, а также его свита. Мои давние желания были удовлетворены. Сейчас осень, и становится прохладнее. Как поживаешь ты, которого страшатся? Надеюсь, что все хорошо. У меня же всё как обычно. Посылаю Со Инко, ранг дайрай, и Вонари, ранг дайрай. Почтительно докладываю. Прошу прошения за краткость.
Астон приводит цитату из Сёку нихонги, где говорится о том, что японская миссия отказывалась записывать „ва“ иероглифом кит. 倭.
Воно-но Имоко, посол, который посетил Китай, предложил поменять этот термин на „Ниппон“, но император Суй отказал в этом. Слово „Ниппон“ было впервые использовано в период 618—626 годов». Другой китайский авторитет приводит 670 год в качестве даты, когда в Китае начали использовать слово «Нихон»

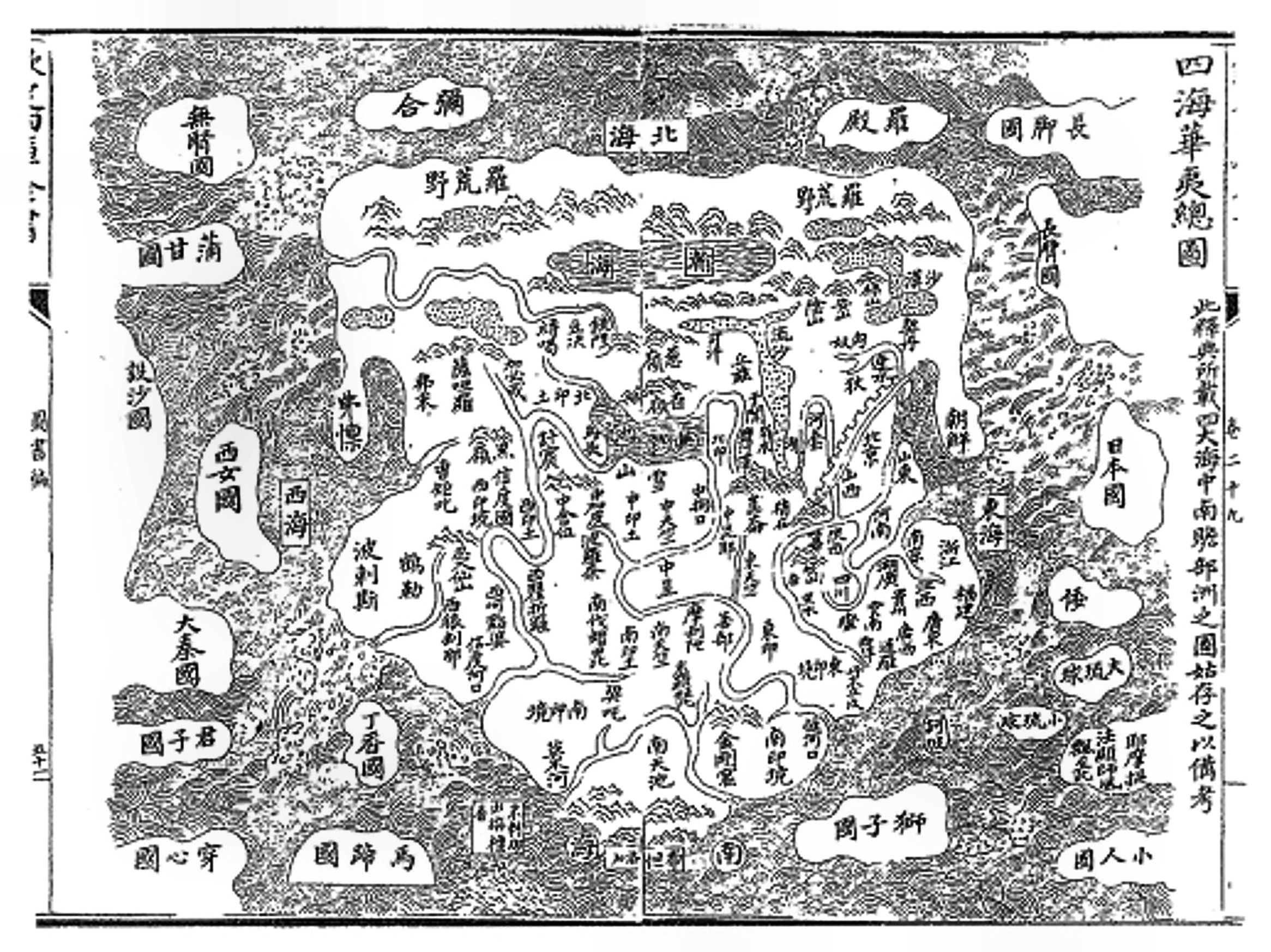
Остров Ва (возможно, Кюсю) изображён ниже острова Японии и выше Рюкю. Китайская карта XVI века Сыхай-хуаи-цзунту.

### Тан
Традиция написания «ва» иероглифом кит. 倭 окончилась в правление династии Тан (618—907). Японские писцы ввели в оборот название «Нихон/Ниппон» (яп. 日本) около 608—645 годов и заменили иероглиф 倭 на более приятный с тем же чтением и значением «гармония, мир» (яп. 和) в 756—757 годах. Лингвистические изменения зафиксированы в двух танских историографиях.
Книга Тан 945 года содержит старейшее упоминание слова «Жибэнь», (кит. 日本). В разделе «Восточные варвары» указаны как «Вого» (кит. 倭国), так и «Жибэньго» (кит. 日本国), что может означать либо что слово «Жибэнь» было синонимом «Во», либо что японцам не нравилось название «Вакоку/Вого» из-за его неприглядности, либо что словом Ниппон называлась часть Вакоку.
В Новой книге Тан 1050 года в разделе «Восточные варвары» имеется часть (кит. 日本), где приведены детали.
Япония в стародавние времена звалась Во-Ну. Она лежит в 14 000 ли от нашей столицы, к юго-востоку от Силла, в середине океана. Чтобы пересечь её с востока на запад, требуется пять месяцев пути, а с юга на север — три.
В этой связи в Новой книге Тан написано:
В 670 году [из Японии] ко двору прибыли послы, чтобы поздравить [Китай] с завоеванием Когурё. В это время японцы, знавшие китайский, возненавидели название «Во» и изменили его на Ниппон. Согласно словам [японского] посла, это название было выбрано потому, что Япония находится рядом с тем местом, где восходит Солнце. [С другой стороны] говорят, что Нихон была маленькой страной, порабощённой Ва, и Ва взяла её название. Так как этот посол не был честен, сомнения остаются. [Посол был] кроме того, хвастлив, и сказал, что его страна размером во много тысяч квадратных ли и раскинулась по океану на юге и западе. На северо-востоке, по его словам, страна граничит с горами, за которыми лежит страна волосатых людей.
Последующие историки называли Японию «Жибэнь», а «Во» упоминалось только как устаревшее название.

### Стела Квангетхо
Наиболее раннее упоминание «ва» (по-корейски — «вэ», 왜) находится на стеле Квангетхо, возведённой в 414 году в честь Когурёского короля Квангетхо. На этой стеле находится наиболее старое упоминание воко, японских пиратов, а также «Вэ», которое было военным союзником Пэкче в войнах с Когурё и Силла. Некоторые исследователи считают, что «вэ» означает также племенной союз Кая на юге Корейского полуострова. К примеру, Ли предполагает:
Если Когурё и не могла уничтожить Пэкче, то она надеялась на то, что это сделает кто-нибудь ещё. То есть, эта надпись могла быть выдаванием желаемого за действительное. В любом случае, слово «Вэ» означало и жителей Японских островов, и корейцев с юга полуострова, тех самых Кая, которые в древности владели обоими регионами
Часто также считается, что Вэ были жителями Японского архипелага, однако на этот счёт нет доказательств.

## Этимология
Японское самоназвание «ва» происходит от китайского «во» (кит. 倭), у данного иероглифа имеется ряд негативных коннотаций, включая «безобразный», «карлик», «кривой, искривлённый».

### Иероглифы 倭 и 和
Китайский иероглиф 倭 содержит ключ 人 или 亻 «человек» и фонетик «вэй» 委 «сгибаться», изображающий зерно 禾 над женщиной 女. Бернхард Карлгрен после проведения семантического анализа пришёл к выводу, что последний означает «сгибаться, согнутый, мучительный; падать, выбрасывать, бросать, отсылать, отказывать; делегировать; — сгибаться как женщина, работающая с зерном». Старейшая письменная форма иероглифа 倭 записана стилем чжуаньшу, не встречаясь ни в стиле цзиньвэнь, ни в стиле цзягувэнь.
Большинство иероглифов, содержащих фонетический компонент 委 произносятся на севернокитайском «вэй»:
- wèi 魏 — иероглиф названия царства Вэй;
- wēi 逶 — извиваться, петлять;
- wěi 萎 — засыхать, вянуть, сохнуть, заболевать, приходить в упадок;
- wěi 痿 — неметь, затекать; деревенеть, сводиться судорогой; атрофия;
- wěi 諉 — перекладывать вину на других, увиливать;
- wèi 餧 — давать корм.

Необычное произношение «во» можно сравнить со следующими словами:
- wō 踒 — спотыкаться, подворачивать ногу; хромой;
- wǒ 婑 — используется в сочетании «вото» кит. трад. 婑媠, пиньинь wǒtuó.

Третье чтение встречается в иероглифе 矮 (ǎi), означающем «карлик, коротышка, низкий; сокращать».

«Ва» (和)

Учёные периода Нара считали иероглиф 倭, использовавшийся ими для записи слов «Ямато» и «ва», уничижительным: графически он может быть прочитан как «нагибающиеся люди». Около 757 года Япония официально сменила иероглиф названия на 和 «гармония, мир».
Графическое изменение с «карликов-японцев» 倭 стало неизбежным. Вскоре после того, как японцы стали записывать слово «ва» этим иероглифом, они поняли его значение «карлик». В некотором роде их подвело китайское письмо; единственный иероглиф для обозначения их страны был уничижительным. Избранная замена — 和 — имела то же японское чтение, что и 倭, но, что наиболее важно, имела приятное значение. Утверждение о том, что японская культура основана на «ва», 和, «гармонии», стало догматом среди японцев и японистов.
В современном японском «ва» 倭 «старое название Японии» является вариантом иероглифа 和, за исключением нескольких терминов — Пять японских ванов, вако, Вамё Руйдзюсё. В отличие от него, 和 — часто встречающийся компонент сложных слов: «японская кухня» (яп. 和食 васёку), вафуку (яп. 和服), вака (яп. 和歌), васи (яп. 和紙).

### Произношение
По-китайски иероглиф 倭 может произноситься wēi, wǒ и wō. Первые два чтения используются только в заимствованиях из вэньяня. Чтение wēi встречается в слове «вэйчи» (кит. 倭遲), «окольный, извилистый», также записывается иероглифами (кит. 逶迤) и (кит. 委蛇). Наиболее древнее сохранившееся использование иероглифа 倭 находится в Ши цзин, описывает петляющую (倭遲) дорогу. Ранее используется слово 委佗, означающее «внушительный, солидный, важный, прекрасный; извилистый; самодовольный». Слово wǒ 倭 встречается в слове кит. трад. 倭墮髻, упр. 倭堕髻, пиньинь wǒduòjì, палл. водоцзи «женская причёска с пучком, популярная в правление династии Хань». Третье произношение, имеющее значение «Япония» более продуктивно, чем остальные:
- кит. трад. 倭漆, пиньинь wōqī, палл. воци «японский лак»;
- кит. трад. 倭刀, пиньинь wōdāo, палл. водао «японский меч»;
- кит. трад. 倭瓜, пиньинь wōguā, палл. вогуа («японская дыня») тыква;
- кит. трад. 倭河馬, упр. 河马, пиньинь wōhémǎ, палл. вохэма «карликовый бегемот»;
- кит. трад. 倭豬, упр. 倭猪, пиньинь wōzhū, палл. вочжу «карликовая свинья»;
- кит. трад. 倭狐猴, пиньинь wōhúhóu, палл. вохухоу «крысиные лемуры»;
- кит. трад. 倭黑猩猩, пиньинь wōheixingxing, палл. вохэйсинсин «карликовое шимпанзе», бонобо.

Реконструкция произношения wō в среднекитайском языке — ʼuâ (по Карлгрену), ʼua (по Чжоу Фагао), ʼwa (по Эдварду Пуллиблэнку). Реконструкция для древнекитайского языка — ʼwâ (Карлгрен), ʼwər (Дун Тунхэ), ʼwər (Чжоу Фагао).
В японском языке иероглиф 倭 имеет китаизированные чтения «ва» и «ка» (wō «Япония», wǒ «древняя причёска», wi или i от wēi «извилистый; послушный») и японизированные чтения ямато и ситагау «подчиняться, послушный». Слово wō в значении «старое название Японии» было заимствовано в другие языки синосферы, включая корейский («вэ»), кантонский вай или во, тайваньский э.

### Этимология
Хотя происхождение слова «ва» не ясно, в китайских исторических текстах встречаются записи о древнем народе, населяющем Японский архипелаг (возможно, Кюсю), названное ʼWâ или ʼWər. Карр приводит наиболее популярные варианты — от японского местоимения «вага» (яп. 我が) (я, мой) и «варэ» (яп. 我) (я; сам; ты); от уничижительного «карлики-варвары». Считается, что основных этимологических значений у этого слова два: «подчиняющийся» и «карлик».
Первое значение приводится в словаре Шовэнь-цзецзы 121 года. Слово 倭 там определено как кит. 順皃, покорный, послушный вид. Графически объяснение выглядит как «человек, который гнётся», а рядом приведена вышеупомянутая цитата из Ши цзин. Карр предполагает, что, встретив японцев, китайцы назвали их кланяющимися), так как было известно о том, что в знак почтения японцы кланяются. Кодзи Накаяма считает, что знак 逶 означает «далёкий», а 倭 — «отделённые от континента».
Вторая этимология «во» — «карлик» — возможно, является когнатом с ǎi 矮 «карлик, коротышка, низкий», wō 踒 «согнутые ноги, судорога», и wò 臥 «ложиться, садиться». Ранние династийные истории содержат упоминание «Чжужуго» (кит. 侏儒國) — «страны пигмеев» — к югу от Японии, вероятно, Окинавой или Рюкю.
Так как ранние сведения о во/ва были основаны на слухах, Ван Чхэньпин пишет: «Мало что было известно о во кроме того, что они были вежливы и послушны».

### Лексикография
Статья Майкла Карра посвящена лексикографическому исследованию того, как китайское название Японии оказалось оскорблением. Там приведён анализ определений из 92 словарей, демонстрирующие проблемы выявления оскорбительных расовых кличек. Среди словарей — 29 китайско-китайских, 17 китайско-английских, 13 китайско-западных и 33 китайско-японских издания. Для определения того, несёт ли определение слова «во» оскорбительный смысл, Карр разделяет определения на четыре типа, обозначенных им буквами греческого алфавита.
- Α = «карлик; японец»;
- Β = «покорный; японец»;
- Γ = «уничижительно японец»;
- Δ = «японец».

К примеру, определения типа альфа (A) включают как простые определения вроде «страна карликов; Япония» (Люши-ханьин-цыдянь кит. 劉氏漢英辭典, 1978), так и более распространённые, как «(1) Карлик. (2) Ранее использовалось для обозначения Японии» (Современный китайско-английский словарь Линь Юйтана, 1972). Примеры определений типа бета (B) «покорный; японец» — «demütig [скромный, подчиняющийся], gehorchen [подчиняться; отвечать]» (китайско-немецкий Praktisches zeichenlexikon chinesisch-deutsch-japanisch, 1983). Определения типа (Γ) — «уничижительно японец» (Словарь гоюя для начинающих, 1964) включают пометы «пренебрежительно», «оскорбительно», «высокомерно». Некоторые определения типа Γ ограничены подстатьями типа «Wōnú 倭奴 (сейчас уничижительно) япошки» (最新實用和英辭典, 1971). Тип дельта (Δ) «японцы» наименее информативен: «устаревшее наименование Японии» (新漢英詞典, 1979).
Карр считает, что определения типа A «карлик» и B «подчинённый» предпочтительнее с точки зрения предоставления читателю этимологической информации, даже если она оскорбительна; сокращённые определения не плохи для кратких словарей, но добавление помет «старое/архаичное название» занимает не больше места, чем добавление пометы «уничижительное». Определение типа «гамма» нацелено на то, чтобы не обидеть японцев, но служит плохую службу — этот подход сравним с определением слов типа «гастарбайтер» или «жид» без указания их оскорбительности.
Таблица ниже приведена Карром для сравнения определений слова 倭 в китайских словарях.
| Тип определения             | Китайско-китайский | Китайско-английский | Китайско-европейский | Китайско-японский |
| --------------------------- | ------------------ | ------------------- | -------------------- | ----------------- |
| Α «страна карликов; Япония» | 3 (10 %)           | 10 (59 %)           | 5 (38 %)             | 4 (12 %)          |
| Β «покорный; японец»        | 0                  | 0                   | 1 (8 %)              | 4 (12 %)          |
| Γ «уничижительно японец»    | 0                  | 1 (6 %)             | 3 (23 %)             | 11 (33 %)         |
| Δ «японцы»                  | 26 (90 %)          | 6 (35 %)            | 4 (31 %)             | 14 (42 %)         |
| Итого:                      | 29                 | 17                  | 13                   | 33                |

В половине китайско-западных словарей указывается, что 倭 означает также «карлик», а большинство китайско-китайских словарей ограничивается определением типа Δ «устаревшее название Японии». Чёткое указание на расизм (A «карлик») гораздо чаще встречается в западных словарях, чем в китайских и китайско-японских. Более точный и менее оскорбительный вариант «покорный» (B) встречается только в китайско-японских и китайско-немецких словарях. Тип Γ обычен для европейских и японских словарей. Краткий вариант Δ вдвое чаще встречается в китайско-китайских словарях, чем в китайско-японских, и втрое чаще, чем в китайско-западных.